# Campylopus incurvatus
Campylopus incurvatus är en bladmossart som beskrevs av G. Frahm och Hoe 1978. Campylopus incurvatus ingår i släktet nervmossor, och familjen Dicranaceae. Inga underarter finns listade i Catalogue of Life.